# Desa Pohgading (administrativ by i Indonesien, Jawa Tengah, lat -6,93, long 111,09)
Desa Pohgading är en administrativ by i Indonesien.   Den ligger i provinsen Jawa Tengah, i den västra delen av landet, 500 km öster om huvudstaden Jakarta.